# Hermann Schwartz (Radsportfunktionär)
Hermann Schwartz (* 1902 in Stommeln; † Oktober 1953) war ein deutscher Radsportfunktionär und Veranstalter im Radsport.

## Leben
Schwartz war Schneidermeister aus Stormel bei Köln. Im Verein RC Falke 06 bestritt er eine kurze Karriere als Radrennfahrer. Nach seiner Heirat übersiedelte er nach Pulheim und trat dem RC Zugvogel bei. Er wurde als Radsportfunktionär tätig und arbeitete insbesondere in der Organisation von Straßenradrennen. Das Eintagesrennen Köln–Cleve–Köln wurde auf seine Initiative wiederbelebt. Schwartz wurde Straßenwart im Kölner Gauvorstand und arbeitete im Organisationsstab der UCI-Straßen-Weltmeisterschaften 1927 in Deutschland.
Bereits mit 25 Jahren war er 1927 im Organisationsstab der Deutschland-Rundfahrt tätig. Nachdem die Rundfahrt ein Erfolg wurde, bot ihm die Firma Opel eine Beschäftigung als Reklamechef in der Firmenzentrale in Rüsselsheim an. Der Deutsche Industrieverein der Fahrradhersteller berief ihn 1933 zum Geschäftsführer. Zwischen 1930 und 1952 war er sechsmal der Verantwortliche für die Organisation der Deutschland-Rundfahrt.
Schwartz war entscheidend an der Wiederbelebung der Deutschland-Rundfahrt nach dem Zweiten Weltkrieg beteiligt. Er schuf durch seine Überzeugungskraft und Erfahrung die Grundlagen dafür, dass die Firmen der deutschen Fahrradindustrie Sponsoren des Etappenrennens wurden. Er selbst führte die Regie bei der Organisation und Planung der Rennen bis 1952.
Schwartz engagierte sich generell für die Belange des Radfahrens. Er verfasste eine Denkschrift mit dem Titel „Schutz dem Radfahrer“, die er dem Innenministerium vorlegte.